# Lista zabytków w Qali
To jest lista zabytków w miejscowości Qala na Gozo, Malta, które są umieszczone na liście National Inventory of the Cultural Property of the Maltese Islands.

## Lista
| Nazwa zabytku                                                 | Lokalizacja             | Współrzędne                                   | Nr na liście NICPMI | Zdjęcie |
| ------------------------------------------------------------- | ----------------------- | --------------------------------------------- | ------------------- | ------- |
| Bateria Saint Anthony                                         | Ta’Vardati, Ras il-Qala | 36°01′57,8″N 14°20′06,6″E/36,032729 14,335159 | 0039                |         |
| Kościół parafialny pw. Niepokalanego Poczęcia oraz św. Józefa | Pjazza San Ġużepp       | 36°02′09,3″N 14°18′41,5″E/36,035923 14,311533 | 01035               |         |
| Statua Niepokalanego Poczęcia                                 | Pjazza San Ġużepp       | 36°02′07,3″N 14°18′41,2″E/36,035360 14,311432 | 01036               |         |
| Statua św. Józefa                                             | Pjazza Repubblika       | 36°02′19,7″N 14°18′32,9″E/36,038818 14,309138 | 01037               |         |
| Sanktuarium Niepokalanego Poczęcia Matki Bożej "Tal-Hondoq"   | Triq il-Kunċizzjoni     | 36°02′02,3″N 14°19′15,6″E/36,033981 14,321004 | 01038               |         |
| Nisza Niepokalanego Poczęcia                                  | Triq il-Kunċizzjoni     | 36°02′02,6″N 14°19′15,4″E/36,034069 14,320931 | 01039               |         |
| Nisza Matki Bożej Gwiazdy Morza                               | Triq Hondoq ir-Rummien  | 36°01′44,5″N 14°19′17,1″E/36,029018 14,321408 | 01040               |         |
| Kościół Niepokalanego Poczęcia Matki Bożej "Tal-Blat"         | Triq Hondoq ir-Rummien  | 36°01′44,6″N 14°19′17,1″E/36,029066 14,321419 | 01041               |         |
| Pusta nisza                                                   | 125 Triq il-Kunċizzjoni | 36°02′07,2″N 14°18′44,9″E/36,035332 14,312477 | 01042               |         |
| Pusta nisza                                                   | 138 Triq il-Kunċizzjoni | 36°02′06,9″N 14°18′42,1″E/36,035256 14,311705 | 01043               |         |